# 何可欣
何可欣（かかきん、ホー・カーシン He Kexin、1992年1月1日 - ）は、中国北京出身の女子体操競技選手。得意種目は段違い平行棒。2008年北京オリンピック金メダリスト。

## 経歴
1997年に5歳で体操を始め、2002年に北京代表チーム入りし2005年に13歳で国家代表に選抜された。2008年北京オリンピックの代表に選ばれ、団体総合と段違い平行棒で金メダルを獲得した。段違い平行棒はアメリカのナスティア・リューキンと同点であったが、減点平均の差で制しての優勝であった。2009年のロンドン世界選手権でも段違い平行棒で金メダルを獲得している。

## 年齢詐称疑惑
中国の新華社が2007年11月3日付の記事で、何可欣の当時の年齢を13歳と伝えていたことを元にアメリカのメディアが何可欣が五輪出場資格（開催年中に16歳以上）に満たない選手ではないかという報道を行った。
北京オリンピック優勝後の記者会見にて何可欣は報道記者から「あなたは一体何歳ですか?」との質問が殺到したが、何可欣は少しも嫌な顔もせず「私は92年の16歳です。信じて貰えないなら仕方がないけれど、そうでなければどうして国際オリンピック委員会は参加を認めたのでしょうか?」との返答をした。
中国選手団の崔大林副団長が同年8月24日の記者会見にて、段違い平行棒で金メダルを得獲した何可欣が昨年の国内大会で所属を変更した際、年齢が誤って登録された 「このミスが今回の誤解につながった」と釈明し、国際オリンピック委員会も「中国オリンピック委員会などに調査して、問題ないと確認した」との認識を示した。

## 主な成績
| 年   | 大会           | 場所         | 種目         | 決勝順位 | 決勝得点 | 予選順位 | 予選得点 |
| ---- | -------------- | ------------ | ------------ | -------- | -------- | -------- | -------- |
| 2008 | ワールドカップ | コトブス     | 段違い平行棒 | 1        | 16.850   | 1        | 16.800   |
| 2008 | ワールドカップ | ドーハ       | 段違い平行棒 | 1        | 16.550   |          |          |
| 2008 | オリンピック   | 北京         | 団体総合     | 1        | 188.900  | 1        | 248.275  |
| 2008 | オリンピック   | 北京         | 段違い平行棒 | 1        | 16.725   | 6        | 15.725   |
| 2008 | ワールドカップ | マドリード   | 段違い平行棒 | 1        | 16.250   |          |          |
| 2009 | ジャパンカップ | 千葉         | 団体総合     | 1        | 171.200  |          |          |
| 2009 | 中国運動会     | 済南         | 団体総合     | 3        | 165.25   |          |          |
| 2009 | 中国運動会     | 済南         | 個人総合     | 4        | 57.100   |          |          |
| 2009 | 中国運動会     | 済南         | 段違い平行棒 | 1        | 15.950   |          |          |
| 2009 | 世界選手権     | ロンドン     | 段違い平行棒 | 1        | 16.000   | 1        | 15.975   |
| 2010 | 世界選手権     | ロッテルダム | 段違い平行棒 | 7        | 13.966   | 1        | 16.066   |
| 2010 | アジア大会     | 広州         | 団体総合     | 1        | 234.150  | -        | -        |
| 2010 | アジア大会     | 広州         | 段違い平行棒 | 1        | 16.425   | 1        | 16.100   |